# Joseph Schooling
Joseph Isaac Schooling (* 16. června 1995 Singapur) je singapurský plavec. Na olympijských hrách v Riu roku 2016 vyhrál závod na 100 metrů motýlka, a získal tak historicky první olympijské zlato pro Singapur. Senzačně tehdy porazil Michaela Phelpse. Závod vyhrál v asijském a olympijském rekordu. Mediálně vděčným tématem se po jeho triumfu stalo, že za své zlato získal největší finanční odměnu ze všech sportovců na hrách – v přepočtu 18 milionů korun. Tři zlaté má též z Asijských her, ze stometrové a padesátimetrové motýlkářské trati. Jeho nejlepším výsledkem na mistrovství světa jsou dvě třetí místa (2015, 2017) z trati sto metrů motýlek. Šestkrát byl vyhlášen singapurským sportovcem roku (2012, 2015, 2016, 2017, 2018, 2019) a v roce svého olympijského triumfu i Singapurcem roku (v anketě deníku The Straits Times). Studoval na Texaské univerzitě v Austinu, kde byl členem místního plaveckého týmu, vedeného Eddie Reesem, trenérem americké plavecké olympijské reprezentace. Jeho prastrýc Lloyd Valberg byl v roce 1948 historicky prvním singapurským olympijským sportovcem (soutěžil ve třech atletických disciplínách).